# Ceropegia racemosa
Ceropegia racemosa är en oleanderväxtart som beskrevs av Nicholas Edward Brown. Ceropegia racemosa ingår i släktet Ceropegia och familjen oleanderväxter.

## Underarter
Arten delas in i följande underarter:
- C. r. tanganyikensis
- C. r. voiensis